# Talocan
Talocan is een omgekeerde top spin (Suspended Top Spin) in het Duitse attractiepark Phantasialand. Talocan is de eerste omgekeerde topspin van Europa en bevindt zich op de locatie waar eerder de afgebroken Condor stond.

## Thema

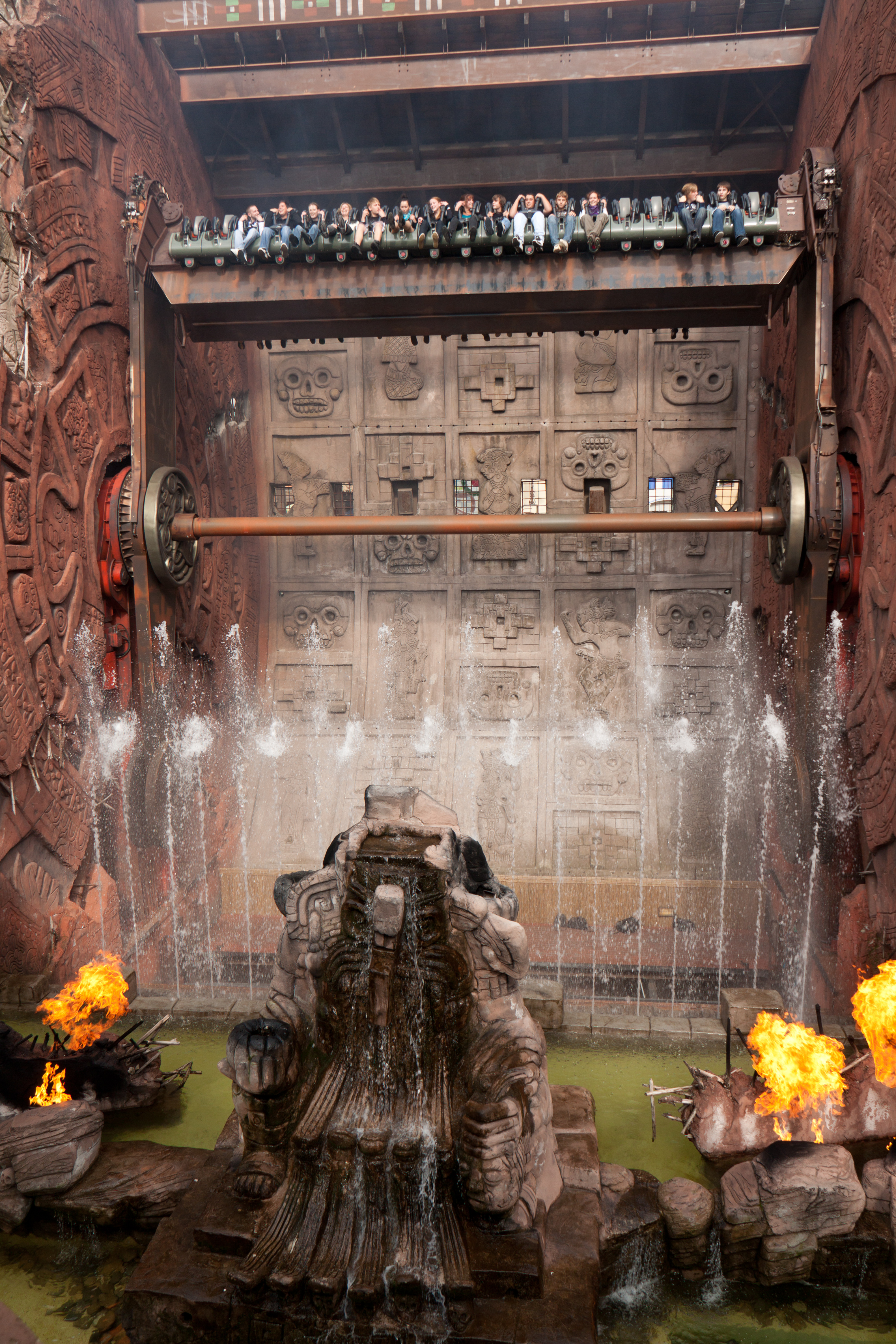
De topspin gezien vanaf de 'publiektribune'.

De attractie ligt in het themagebied Mexico en is gebaseerd op de mythe dat Mexicanen bij het vergroten van hun wijnkelders stuitten op de mythologische vierde laag van de bovenwereld, Tlalocan waar de Azteekse god Tlaloc huist. Dit is terug te zien in de stapels wijnvaten in de kelder waar de bezoekers doorheen lopen alvorens de attractie te betreden. De naam van de attractie is dan ook afgeleid van Tlalocan.
Het grootste deel van de gedane investering is gebruikt voor de thematisering van de attractie tot Azteekse tempel waarin vuur en waterelementen terug te vinden zijn. De gebruikte fonteinen en vlammenwerpers moeten tezamen met een groot beeld van een kwade Tlaloc de indruk wekken dat de bezoeker zijn toorn voelt.

## Rit
In de wachtrij voor Talocan worden de bezoekers in de kelders ingedeeld in twee groepen voor de voorste en achterste rij. Losse spullen worden op de vloer van de attractie gelegd waarna deze naar beneden zakt en de rit begint. Nevel wordt in de hele attractie gespoten terwijl een stem spreekt in een Azteekse taal. Hierna volgt de rit met daarin, afhankelijk van het ritprogramma, diverse water- en vuureffecten.

## Incident
Op 5 juni 2007 heeft zich bij de topspin Talocan een gasexplosie voorgedaan. Door een technische fout explodeerde er een gasfles, waardoor één medewerker gewond raakte. Door de explosie liepen een aantal technische gedeeltes van de attractie schade op.

## Trivia
- De vlammenwerpers werken op lpg aangezien het gewone aardgasnet onvoldoende druk levert voor de vlammenwerpers.
- De originele soundtrack werd in 2015 vervangen door muziek gemaakt door het Duitse bedrijf IMAscore. Zij hebben al muziek gemaakt voor o.a. Chiapas, Taron en meerdere achtbanen in verscheidene attractieparken.